# Zbór Ewangelicko-Augsburski w Zawadzkiem
Zbór Ewangelicko-Augsburski w Zawadzkiem – zbór Kościoła Ewangelicko-Augsburskiego w RP w Zawadzkiem, w diecezji katowickiej, funkcjonujący jako filiał parafii Ewangelicko-Augsburskiej w Lasowicach Wielkich. Do 1945 stanowił samodzielną parafię.
Nabożeństwa luterańskie w Zawadzkiem odbywają się w kościele ewangelicko-augsburskim Marcina i Katarzyny Luter przy ul. Opolskiej w niedziele dwa razy w miesiącu, a także w Wigilię, Boże Narodzenie oraz Wielki Piątek.

## Historia
Do pracy w powstałej w 1836 hucie w Zawadzkiem sprowadzeni zostali robotnicy pochodzący z Brandenburgii, Harzu, Nadrenii, Saksonii i Westfalii. Byli oni w większości wiernymi kościoła ewangelickiego, co dało podwaliny pod utworzenie na tym terenie zboru luterańskiego. Od 6 marca 1853 w kancelarii huty organizowane okazjonalne były nabożeństwa ewangelickie, prowadzone przez księży z Kolonowskiego. Uczestniczyła w nich jednak mała liczba wiernych. W związku z nieudanymi próbami powołania tu szkoły ewangelickiej, protestanckie dzieci uczęszczały do szkoły katolickiej, jedynie lekcje religii były prowadzone przez nauczyciela dojeżdżającego z Kolonowskiego.
Zbór stanowił filiał parafii w Ozimku, został jednak włączony w struktury parafii w Strzelcach Opolskich w 1826.
Po 1856, kiedy to Zawadzkie uzyskało połączenie kolejowe, nastąpił okres rozbudowy huty. Zwiększyła się liczba mieszkańców, a w związku z tym liczba członków kościoła ewangelickiego. Wobec niemożności wystarczającej obsługi wiernych przez duszpasterzy dojeżdżających ze Strzelec, w 1872 Zawadzkie stało się parafią wikarialną i otrzymało własnego wikariusza, którym został ks. Struhl. Do parafii przyłączono filiał w Kolonowskiem. Rok później ks. Struhl został zastąpiony przez ks. Rollfsa, a w latach 1874–1875 funkcję tę pełnił ks. Dietrich Thebesius. Od 1 stycznia 1876 powrócono do obsługi filiału przez duchownych strzeleckich, co trwało do 1 sierpnia 1884, kiedy to na powrót powołano wikariuszy dla Zawadzkiego, którymi byli ks. Paulisch (do 1885), ks. Roye (1885-1886), ks. Schmidt (1886-1887) i ks. Tusche (1887-1889).
Samodzielna parafia w Zawadzkiem została powołana 1 czerwca 1889. Jej pierwszym duszpasterzem został wikariusz ks. Siegel (1889-1892).
Ze względu na częste zmiany na stanowisko wikariusza, postanowiono o powołaniu proboszcza. Wybory miały miejsce 24 kwietnia 1892, a 1 sierpnia 1892 funkcję tę zaczął pełnić ks. Schepky. 14 sierpnia miało miejsce jego uroczyste wprowadzenie w urząd, a w nabożeństwie udział wziął superintendent opolski ks. Geisler.
W 1894 ukończona została budowa kościoła parafialnego, poświęconego 20 września 1894. Podczas pełnienia w posługi parafii przez ks. Schepkego powstał również budynek domu parafialnego. Proboszcz zrezygnował ze swojej funkcji 30 września 1895, a opiekę nad parafią przejął wikary, ks. Kob. Został on następnie wybrany na proboszcza i wprowadzony w urząd 2 lutego 1896. Z powodów zdrowotnych jego praca w parafii odbywała się jednak w bardzo ograniczonym zakresie.
Według stanu na 1 grudnia 1910 parafia liczyła 457 wiernych.
Proboszcz Kob pełnił stanowisko do 1 października 1919. Następnie przed dwa miesiące parafią administrował ks. Heidenreich, a od 1 grudnia opiekę nad parafią zaczął sprawować wikariusz ks. Gottfried Schepky, który został proboszczem 25 stycznia 1920. Od 25 marca 1920 zaczęto organizować wieczorne spotkania dla rodzin, mające zintegrować członków parafii z oddalonych miejscowości.
Po 1922 i ustaleniu nowych granic państwowych, do parafii zostali włączeni wierni z dawnych terenów parafii w Lublińcu, które weszły w skład Niemiec. Liczba zborowników powiększyła się również o członków rodzin, które przeprowadziły się z terenów przypadłych II Rzeczypospolitej. W 1923 parafia liczyła 800 wiernych, z czego 270 w filiale Kolonowskie.
1 lipca 1931 pracę duszpasterską w parafii zakończył proboszcz Schepky. Opiekę nad parafią przejął ks. wikariusz Hahn, a w 1932 wikariuszem został ks. Rosenblatt. Podczas jego posługi część parafian przyłączyła się do ugrupowania Niemieccy Chrześcijanie. Duchowny sprzeciwiał się temu, na skutek czego wstrzymano wypłacanie mu wynagrodzenia, a w marcu 1935 w Opolu został aresztowany. Wikariuszem-administratorem mianowano w 1936 ks. Wolframa Hanowa. Zakończył on konflikt między parafianami popierającymi Niemieckich Chrześcijan i Kościół Wyznający. W 1938 został skierowany do Wittenbergi, a jego stanowisko przejął ks. Hugo Hischer. W tym samym roku doszło do powołania proboszcza dla parafii, którym został ks. Erich Michalowski. Po rozpoczęciu II wojny światowej został on powołany do Wehrmachtu, jak również kantor pracujący w parafii, Nitsche.
W wyniku braku duchownego, zbór obsługiwany był przez księży z Ozimka i Strzelec Opolskich. Dotychczasowy proboszcz trzy razy w roku uzyskiwał urlop, podczas którego odwiedzał parafię. Wskutek krytykowania Hitlera, latem 1944 został przeniesiony do kompanii karnej, a później na wschód do walki z partyzantami, gdzie zachorował i zmarł w grudniu 1944.
Po zakończeniu działań wojennych, wskutek wysiedleń nastąpił spadek liczby wiernych, w konsekwencji parafia w 1945 uległa likwidacji i została włączona jako filiał do parafii w Lasowicach Wielkich. Zamknięta została wówczas również szkoła ewangelicka.